# José Ángel Valente
José Ángel Valente (25. dubna 1929, Ourense, Španělsko — 18. července 2000, Ženeva) byl španělský spisovatel, básník, esejista, překladatel a kritik galicijského původu.

## Život
Narodil se a vyrůstal v Galicii, neúspěšně studoval na univerzitě v Santiagu de Compostela. Po madridském intermezzu v 50. letech utíká před frankistickým režimem do emigrace, nejprve do Británie, nejdelší část života však strávil v Ženevě. Od roku 1982 žil v andaluské Almeríi.

## Literární dílo
Valente je znám především jako autor náročné meditativní poezie, často fragmentárního charakteru. Byl inspirován mystikou, zejména Janem od Kříže, ale také súfismem, kabalou a dalšími směry. Odmítal angažovanou poetiku jak profrankistické literatury, tak opozičního marxismu, což ovšem neznamená, že se vyhýbal společenským tématům. Coby Galicijec psal kromě kastilštiny také galicijsky.
Mezi autory, jež Valente překládal, patří Paul Celan, John Keats, Konstantinos Kavafis, Dylan Thomas, Gerard Manley Hopkins, John Donne, Benjamin Péret, Edmond Jabès a Eugenio Montale.
- A modo de esperanza, M., Col. Adonais, 1955 (Premio Adonais 1954).
- Poemas a Lázaro, M., Índice, 1960 (Cena katalánské kritiky 1960).
- Sobre el lugar del canto, B., Colliure, 1963 (kompilace).
- La memoria y los signos, M., Revista de Occidente, 1966.
- Siete representaciones, B., Col. El Bardo, 1967.
- Breve son, B., Col. El Bardo, 1968.
- El inocente, México, Joaquín Mortiz, 1970.
- Presentación y memorial para un monumento, M., Poesía para todos, 1970.
- Punto cero, B., Barral, 1972 (souborné vydání).
- Material memoria, B., La Gaya Ciencia, 1979.
- Estancias, M., Entregas de la ventura, 1980.
- Tres lecciones de tinieblas, B., La Gaya Ciencia, 1980 (Cena kritiky).
- Sete cántigas de alén, La Coruña, Ediciós do castro, 1981 (poesie v galicijštině, rozšířeno v Cántigas de alén, 1989).
- Mandorla, M., Cátedra, 1982.
- Nueve enunciaciones, Málaga, Begar, 1982.
- Tránsito, M., Cuadernillos de Madrid, 1982.
- El fulgor, M., Cátedra, 1984.
- Nueve poemas, Granada, Aula de poesía, 1986.
- Al dios del lugar, B., Tusquets, 1989.
- Treinta y siete fragmentos, B., Ambit Serveis, 1989.
- No amanece el cantor, B., Tusquets, 1992.
- Fragmentos de un libro futuro, B., Círculo de Lectores, 2000 (Premio Nacional de Literatura).

### V češtině vyšlo
- V kořenech světla ryby. Vybral a přeložil Petr Zavadil, doslov Jiří Holub. Praha: Fra 2004.